# Pinkmuis
De pinkmuis of hypothenar is een muis van de handen, die in de handpalm bij de pink ligt. De andere muis is de duimmuis.  De pinkmuis bestaat drie spieren, de
- musculus abductor digiti minimi,
- musculus flexor digiti minimi brevis en de
- musculus opponens digiti minimi manus